# Wojciech Nowisz
Wojciech Nowisz (* 4. August 1986 in Warschau) ist ein ehemaliger polnischer Squashspieler.

## Karriere
Wojciech Nowisz spielte von 2011 bis 2014 auf der PSA World Tour und erreichte seine höchste Platzierung in der Weltrangliste mit Rang 162 im Mai 2014. Mit der polnischen Nationalmannschaft nahm er 2013 an der Weltmeisterschaft teil. Darüber hinaus gehörte er mehrfach zum polnischen Aufgebot bei Europameisterschaften. Im Einzel stand er 2011, 2012 und 2014 jeweils im Hauptfeld, kam dabei aber nie über die erste Runde hinaus. Für Polen spielte er außerdem 2017 bei den World Games, wo er ebenfalls in der ersten Runde ausschied. Von 2008 bis 2010 wurde er dreimal in Folge polnischer Meister.

## Erfolge
- Polnischer Meister: 3 Titel (2008–2010)